# Argyrolobium longifolium
Argyrolobium longifolium är en ärtväxtart som först beskrevs av Meissner, och fick sitt nu gällande namn av Wilhelm Gerhard Walpers. Argyrolobium longifolium ingår i släktet Argyrolobium och familjen ärtväxter. Inga underarter finns listade i Catalogue of Life.